# 夕陽が泣いている
「夕陽が泣いている」（ゆうひがないている）は、1966年9月15日に発売されたザ・スパイダースの楽曲である。
1967年には同名映画が上映され、それについても本記事で取り扱う。

## 解説
- 作詞・作曲は浜口庫之助による。元々はザ・スパイダースの出演映画『涙くんさよなら』（1966年7月、日活）の挿入歌としてスパイダースが劇中で歌った曲。ホリプロの堀威夫によれば、酒宴の席で浜口庫之助が「夕焼けというのはね、お日様が泣いているんだよ」と話したことから本曲のヒントをもらったという。歌謡曲への志向が根強い時代の逆を行き、洋楽からの影響を色濃く反映してきた従来のスパイダースサウンドからさらに一転し、感傷的なフォーク・バラードを堺正章がソロで歌って大ヒット、レコードは公称120万枚を超える売り上げを記録した。
- B面は「チビのジュリー」（浜口庫之助 作詞・作曲）。井上順がソロで歌った。

## 収録曲
- 両楽曲とも、作詞・作曲：浜口庫之助

1. 夕陽が泣いている
2. チビのジュリー

## カバー
夕陽が泣いている
- チャコとヘルス・エンジェル - 1974年
- メイジャー・チューニング・バンド - 1977年のメドレー曲「ソウル・これっきりですよ!!」（同名シングルに収録）の1曲として歌唱。
- ザ・マイクハナサーズ - 1989年のメドレー曲「ブルー・シャトウを君だけに」（シングル『二人でカンパイ!』に収録）の1曲として歌唱。
- 山崎ハコ - 1997年発売のシングル「たどりついたら雨降り」のc/wとしてカバー。
- 鳥羽一郎 - 2003年発売のアルバム『時代の歌』に収録。
- 神無月 - 2008年発売の近田春夫&ハルヲフォンのアルバム『リメンバー・グループ・サウンズ』に収録。
- 小島麻由美 - 2014年発売のミニアルバム『渚にて』に収録。
- 浜田真理子 - 2018年発売のアルバム『LOUNGE ROSES 浜田真理子の昭和歌謡』に収録。
- 吉幾三 - 2019年発売のアルバム『あの頃の青春を詩う vol.4 グループサウンズ編』に収録。
- レーモンド松屋 - 2019年発売のアルバム『歌謡クラシックスIII ～俺たちのGS～』に収録。

## 映画
1967年、同名映画『夕陽が泣いている』が日活によって制作された。ザ・スパイダースのメンバーも映画に出演している。若者がバンドに青春をかける歌謡映画。

### 出演者
- 山田健次＝山内賢
- 伊吹洋子＝和泉雅子
- ザ・スパイダース＝田辺昭知とザ・スパイダース
- 新庄秀夫＝和田浩治
- 伊吹毅＝横内章次
- 野村信一＝杉山元
- 吉川正夫＝木下雅弘
- 笠原明子＝志摩ちなみ
- 小池＝杉江弘
- 赤間＝榎木兵衛
- シゲ＝市村博
- 医師＝長弘

### スタッフ
- 監督／森永健次郎
- 脚本／山崎巌
- 音楽／浜口庫之助